# ど根性ガエル
『ど根性ガエル』（どこんじょうガエル）は、吉沢やすみによる日本の漫画作品。

## 概要
『週刊少年ジャンプ』（集英社）に、1970年7月27日号から1976年6月14日号まで連載された。1970年17号に掲載された読切版は読者アンケートで3位を獲得し、編集長の勧めで7本描きだめし連載開始に至った。その後、続編として『新・ど根性ガエル』が『月刊少年ジャンプ』1981年9月号から1982年8月号まで連載された。2018年10月時点で累計発行部数は300万部を突破している。
単行本はジャンプコミックス 全27巻、集英社漫画文庫 5巻（未完）、集英社文庫コミック版 全2巻、わんぱっくコミックス 全8巻。わんぱっくコミックス版は『スーパーど根性ガエル』の題名で『わんぱっくコミック』（徳間書店）に再掲載されたものを収録している。当時の流行などについて、一部の絵が修正されているが、完全新規のエピソードは単行本化されないまま刊行が打ち切られている。
また、ジャンプコミックス版 全27巻がコミックパークより復刻されている。近年の名作の電子書籍化に伴い、単行本未収録だった作品が単行本未収録作品集全3巻として出版されている。とりいかずよしの『トイレット博士』との合作や、2001年度版『ど根性ガエル』、本編最終回後に書かれた梅さんとヨシコ先生の後日談などが収録されている。
1972年と1981年の2度テレビアニメ化が行われた。アニメは新旧ともに頻繁に再放送が行われているほか、アニメ版を基にしたCMキャラクターとしての起用も多く、現在も知名度の高い作品となっている。
2015年7月11日から9月19日まで、初めて実写テレビドラマ化され放送された。
2015年8月にアニメ傑作選『昭和カルチャーズ ど根性ガエル DVDブック』（KADOKAWA）が発売された。
作品の著作権は2023年4月より、吉沢が設立した個人会社「株式会社ど根性カンパニー」が管理している。

## あらすじ
カエルのピョン吉が公園（東京都練馬区の石神井公園がモデル）にほど近い原っぱにいたところに、地元の中学生・ひろしが小石につまずき倒れ込んで来て潰されてしまうが、なぜかピョン吉はひろしのシャツに張り付き、「平面ガエル」として生きていくことになる。
東京の下町を舞台に、ひろしのガールフレンドの京子、後輩の五郎、番長のゴリライモ、教師生活25年の町田先生、美人教師のヨシ子先生、寿司屋の職人・梅さんや、その恋のライバル・南先生ら、多彩な登場人物を巻き込んでのドタバタ劇を繰り広げる人情ギャグ漫画。

## 登場人物
声優の「（旧）」は1972年版、「（新）」は1981年版、「（CM）」はソルマックCM、「（パチスロ）」はロデオから発売したパチスロより。無表記は新旧同じ声優。なお、2015年のドラマ版キャスト・人物設定については#テレビドラマの項を参照。
貝塚 ひろし（ひろし）
声 - 野沢雅子
本作品の主人公。転んでピョン吉をトックリシャツに張り付けてしまった、元気だがあわてん坊な中学生（最終回以外は2年生）。勉強は苦手であり、授業中の居眠りやイタズラ、さらには遅刻の常習犯でもあるため、その都度南先生などから出席簿で叩かれたり、廊下に立たされたりしている。一方で喧嘩が強く、番長のゴリライモに引けをとらないほどだが（勝ったり負けたり、またはピョン吉の加勢で勝ったり）、母ちゃんには敵わない。寿司が好物で宝寿司の若い職人梅三郎と親しい。トレードマークである頭にかけた大きなサングラスは、幼馴染のくに子にもらった宝物（大林くに子を参照）。
名前の由来は作者の吉沢の師匠である貝塚ひろし。苗字については、当初（単行本1巻）は名前の由来となった貝塚ひろしと同姓同名で「貝塚」となっていたが以降苗字が出ることはなく、学校のテストの答案用紙の氏名欄や順位発表などでも「ひろし」とだけ書いてあり、苗字が書かれていない。出席点呼の際も他の生徒が苗字で呼ばれるのに対して、彼だけ「ひろし」と名前で呼ばれる。途中で担当編集者からひろしだけ苗字が出ないことを指摘されたが、今更苗字を付けるとイメージが固定されるとして、あえて苗字を付けずに通した。学校に制服はあるが、ひろしはピョン吉のついたトックリシャツで通っている。
ピョン吉シャツを洗濯している時は、私服のセーターなどを着ているか、下着のランニングシャツ姿でいることが多い。基本的に、体育や水泳の時などでも、ピョン吉シャツは着たままで、腰から下だけ体操着や海パンを着用する。原作の時代（1970年代前半）背景からか、当時デビュー間もない森昌子の大ファンであるという描写もみられる。ガールフレンドは京子ちゃん。
後に同作者の漫画『やっちん』にもサブキャラとして登場している。
モデルとなった実在人物はF1フォトグラファーの金子博。金子の実家が営む寿司屋に作者が通っていたことによる。
ソルマックCMでは、京子と結婚して30歳になっているが相変わらずの調子で、ピョン吉が張り付いたシャツを着てサラリーマンとして働いている。
2015年の日テレドラマでは、番組開始時はニートだったが、後にゴリライモの経営するパン工場に就職。
ど根性!!けろけろけろっぴではヒロコという一人娘がいるが何らかの理由で置き去りにして行方不明となっている。
ピョン吉
声 - 千々松幸子
倒れてきたひろしに胸で潰されても「根性」でひろしのシャツに張り付いて生き続け、言葉までしゃべるようになったカエル。そのシャツがひろしの一張羅であるため、ひろしと行動を共にするようになり、ひろしの母からもわが子のように扱われている。ひろし同様、意地っ張りで大飯食らい。ひろしとは派手な喧嘩もよく繰り広げ、時にはそのまま別行動（ひろしはこのときランニングシャツ姿になることが多い）、時には「ど根性！」のかけ声と共に飛び跳ねて、ひろしを引っ張りまわす。シャツの糸をほどいて身体が糸くず状になっても生きていることができる。
蛇が大の苦手で、熊と蛇に挟まれた時は、むしろ熊に向かっていくほど。
噛みつく力が非常に強く、喧嘩の際に相手の拳や鼻、でべそに噛みつくなどして降参させ、ひろしの窮地を何度も救った。口を器用に使って、溺れている人を助けたり、絵や文字を書いたり、試験を受けたりするなど大概のことができるが、食事の時だけは自分で箸を使って食べられないため、ひろしやひろしの母に食べさせてもらうことが多い。銭湯や温泉、海水浴やプールなどに行った時にも、ひろしに着られたまま、入浴や遊泳を楽しんでいる。ガールフレンドは猫のマリア。
天気（雨）を当てられる。
洗濯機で洗われると目を回してしまうので、洗濯板とたらいでの手洗いが基本である。また、洗濯後にアイロンを掛けられて火傷をしたことがある。
ひろしがつまずいてピョン吉が平面ガエルになったきっかけの石は後にひろピョン石として掘り起こされた結果、小石に見えたが実は巨大な岩の一部が地上に露出していたものだと判明する。
後に同作者の漫画『やっちん』にも登場した。
吉沢 京子（京子ちゃん）
声 - 栗葉子（旧） / 富井淳 → 黒須薫（新） / 西村ちなみ（CM・パチスロ）
ひろしのガールフレンド兼、本作品のヒロイン。原作では第1巻の途中でひろしたちのクラスに転校してきた。家庭は裕福。明るく活発な美少女で、時々ひろしと激しく喧嘩したりイタズラに加担することもある。名前は作者の吉沢が当時ファンであった、女優の吉沢京子から取られた。
両親ともにひろしを京子のボーイフレンドとして公認している。なお、母親はひろしの母より若く見えるが、実は1歳年上（35歳）で、誕生日に京子の家に招かれたひろしがそれを聞いて大ショックを受けるエピソードもある。
後に同作者の漫画『やっちん』にも脇役として登場した。
ソルマックCMでは、ひろしと結婚している。
2015年の日テレドラマでは、ある事情で帰郷しゴリライモの経営するパン工場の社員となる。
吉沢 周作
声 - 堀絢子（旧）
シリーズ途中で生まれた京子の弟。原作では富士山のような口をしたしかめ面の赤ん坊で、ピョン吉に匹敵するど根性の持ち主。アニメでは普通のかわいらしい幼児として描かれた。また、アニメ（旧）第1話で京子の弟（名前なし、小学生？）が登場するが、この1話限りで以降は存在しなかったこと事とされる。
五郎
声 - 高橋和枝（旧） / 堀絢子（新・CM・パチスロ）
ひろしを「先輩」と慕う、同じ中学校の1年生。原作第1話から登場しており、ピョン吉のど根性ぶりにも一目置く。一人称は「あっし」、語尾は「〜でやんす」。ひろしの半分ほどの小さな体に赤いマスクのような物と学生服・学生帽で、いつも学生鞄を引きずって走り回る。ガールフレンドの小学生・渡辺みさ子にベタ惚れで、みさ子と一緒に町の幼児10数人ほどを集めて「ゴロー幼稚園」を作るほどの子ども好き。根性はあるが、喧嘩はさすがにゴリライモにはかなわないようで、ひろしに泣きつくこともある。みさ子が歌手の郷ひろみのファンになり熱を上げた時には、激しい嫉妬と憎悪が高じて、歌番組の生放送中に郷ひろみを襲ったことがある。誕生日は9月22日で、その日は宝寿司の定休日でもある。第1作では次回予告ナレーションも担当した。
ソルマックCMでは、郵便配達員になっている。
2015年の日テレドラマでは警察官となっており、舞台である街の交番に配属されている。
五利良 イモ太郎（ゴリライモ）
声 - 立壁和也（旧・パチスロ） / 青空球児（新）
ひろしたちと同じ中学校の3年生。大柄で体格のいいガキ大将で、爆発したような学生帽と白地に赤く「ゴ」と書かれたシャツ、学生服に下駄履きという、バンカラないでたちの中学生。ゴリライモもやはり京子が好きで、ひろしやピョン吉とは敵対することが多いが一緒に先生にイタズラをしたり、皆で行楽に行ったりするなど、いわゆるケンカ友達のような関係であり、ひろしたち仲間がピンチに陥っていると知って助太刀に駆けつける義侠心もある。チンピラを軽々と撃退するほどの腕っ節を持ち、学校では番長的な存在感を示す一方、母子家庭の母親（原作では時折父親（息子同様大柄な男性）が登場するため、正確には母子家庭なのかは不明）が切り盛りする家業の魚屋を手伝ったり、猫のマリアをかわいがるなど心優しい一面もある。天地真理の大ファン。
ソルマックCMでは、髭を生やし、魚屋を引き継いでいる。
2015年の日テレドラマでは家業のパン工場を継ぎ、社長を務めている。
野村 裕次郎（モグラ）
声 - 作間功（旧） / 青空好児（新）
ゴリライモの子分で、じゃが芋のようなでこぼこの坊主頭にハート型のハゲがある。家庭は六畳一間に9人が住んでおり、貧しいが逞しい少年。時々「魚正」を手伝ったりもする。原作では五郎や新八並に小柄だが、アニメではひろし並の体格で描かれている。晴れの日も姉のお下がりの白い長靴を履いている。アニメでは普通の学童用の黒い長靴を履いている姿で描かれている。スコップを持ち歩いていて、そのあだ名の通り落とし穴を作り、ひろしを落とす特技を持つ。
2015年日テレドラマでは新潟で花火職人となっており、ゲストで登場した。
佐川 梅三郎（梅さん）
声 - 原田一夫（旧・新） / 難波圭一（CM・パチスロ）
通称は「梅さん」。近所の寿司店「宝寿司（石神井公園に実在した双葉寿司がモデル）」に住み込みで働いている若い職人（旧アニメ版の会話では年齢は30歳だが、原作では「27歳」という記述がある）。腕も気っ風もいいが意地っ張りで、宝寿司の旦那とはつまらないことからしょっちゅう喧嘩をする。ヨシコ先生に一目惚れし、授業中、教室の窓に外から梯子をかけて登ってきてヨシコ先生を眺める。鉢巻きと大きなアゴがトレードマーク（時々「アゴ人間」と呼ばれる）。原作では自転車・アニメではバイクで出前に出て走りながらアベックをひやかし、しばしば転んだり電柱にぶつかったりして寿司桶をひっくり返しているが、ほとんどの場合ほぼ無傷というタフな身体を有している（当然、寿司の方はぐちゃぐちゃで、だんなに叱られる）。
空手8段（自称）の実力を持つ。原作およびテレビアニメ版第1作では孤児という設定で、幼いころは施設で育ったことが描かれており、クリスマスには自身が育った施設である『どんぐりの家』を訪れ、プレゼントを配っている。彼はこのことを何よりも優先しており、ヨシコ先生のお誘いですらも断った。原作の終盤でヨシコ先生との恋を成就させ、「待っています」というヨシコ先生の言葉に後押しされて、2年間という条件で『宝寿司ハワイ店』立ち上げのため渡米した。原作最終回は、渡米して1年後、宝寿司ハワイ店を軌道に乗せつつ日々を送っているところに届いたひろしからの近況の手紙を読んで、気持ちを新たにあと1年頑張ることを誓う彼のシーンで終わっている。
後に同作者の漫画『パパとゆっちゃん』にもサブキャラとして登場している。
2015年日テレドラマでも寿司職人で、宝寿司の店主となっている。
後藤 新八（新八）
声 - 山本圭子 → 香椎くに子（旧）
ひろしたちのクラスメートの1人。喧嘩はひろし以上に強いがひねくれ者で、先生や級友の誘いも「けっ、くだらねえ」とそっぽを向き仲間に加わらない。元は2年E組だったが、非常に扱いにくくクラスでも浮いた存在だったため先生たちが困っていたところ、南先生が（ヨシコ先生にいいところを見せたい手前もあって）自分のB組で面倒を見ると言って引き抜いた。タバコを吸って南先生に怒られる話もあったが、それはある男の子のためにパパの吐く煙の輪を真似して見せてあげる練習をしていたためであった。新八の実家は金持ちだが、飛び出してマンションで一人暮らしをしている。梅さんからは、グレていた少年時代の自分に投影されており何とか更生させようと何かと気を掛けるが、新八はそれを余計なお世話としか思っていない。
桜（うば桜）
声 - 肝付兼太（旧）
新八の乳母を名乗る老女で、通称「うば桜」。実家を離れている新八の身の回りの世話をしている。新八に何かと世話を焼こうとする梅三郎を苦々しく思っており、天敵同士の関係にある。梅三郎とは薙刀で勝負したことがあり、この時、梅三郎に穂先を落されたものの、自分も彼のズボンのベルトを両断し、相打ちに持ち込むほどの腕前である。
山中 ヨシコ（ヨシコ先生）
声 - 武藤礼子（旧） / 戸田恵子（新）
ひろしたちが通う中学校の若い女性教師で、本作品のもう一人のヒロイン。原作では国語、アニメでは英語を担当。髪の毛の色は原作では金髪、アニメでは茶髪である。美人かつグラマーで、生徒にも大人たちにもモテモテ。梅さんたちの熱烈なアタックにも心を決め切れずにいるが、梅さんなどが他の女性に気を取られているのを見てはやきもちを焼く。南先生にも言い寄られている。普段は洋服を着ているが、宝寿司に行く時など和服を着る時も多い。学校がある町の一軒家に家族と住んでおり、梅干しが大の苦手。伯母は伝言院という寺に住んでいる。原作の終盤では梅さんと結ばれることを暗示して終わった。
ドラマでもひろしが通っていた中学の現役教師として登場している。南先生が未登場であるため、ひろしたちの元担任は彼女であったことになっている。
大林 くに子（くに子ちゃん）
声 - 増山江威子（旧） / 土井美加（新）
ひろしの幼馴染みで眼鏡店の娘。一家で大阪に引っ越していく別れ際に、走るトラックから危険を顧みずサングラスをひろしに差し出し、プレゼントした（初登場のアニメ第4話では「眼鏡屋が潰れ北国へ引っ越す際に、蒸気機関車の牽引する客車からホームを走り追いかけるひろしへサングラスを投げ渡し」ている）。中学生になって町に戻って来た時、ひろしを巡って京子の恋敵に、と思いきや、気に入った男子（あるいは男性）には誰にでもサングラスをプレゼントする小悪魔的なところがあり、他の男たちの気も引いてしまう。南先生にも一方的にアタックして散々振り回した話もある。
町田先生
声 - 永井一郎（旧・新・CM・パチスロ）
白髪交じりの壮年の先生。原作では社会科、アニメでは古文担当だが、初期には数学も担当している。ひろしたちが次々起こす問題に「教師生活25年、こんな経験したことがない」と嘆くのが定番の展開。一高出身。同窓生に再会した際、「嗚呼玉杯」を歌っていた。新アニメではAパートの冒頭（早朝）とBパートの最後（深夜）で毎回のようにランニングをしている。かなりの酒豪。
歯は総入れ歯で、入れ歯をネタにした話も時々あった。
妻は学生時代のマドンナ的存在だった。妻との結婚時期は不明だが、登場した子供たちはかなり幼い（彼らの上に年の離れた兄弟がいる可能性はある）。
ソルマックCMおよび、2015年日テレドラマでは校長に昇進している。
南 よし雄（南先生）
声 - 仲村秀生（旧） / 田中秀幸（新）
ひろしたちの数学および体育を担当している先生（原作・アニメ共通）。原作では2年B組の担任でもあり、ホームルームなどの指導もしている。ヨシコ先生に惚れていて、梅さんとは恋敵。ヨシコ先生と結婚したふりをしたことがある。人がよくスポーツも万能、自称「空手4段・柔道5段」で強く頼りになるが、若さゆえかひろしたちと一緒に騒ぎを起こすことも多々ある。お化けが大の苦手で、学校に宿直するたびにひろしたちのいたずらの餌食となる。男前だがガニマタ。プロ野球東京軍のナガツマ選手に外見がそっくりで、ナガツマが故障して試合に出られない時に球場に駆け付けて、「代打ナガツマ」として打席に立ち、ホームランを打ったことがある。学校にはボロ車『ブロラン号』で通勤する。
職場や下宿しているアパートの部屋（『ごりっぱ荘』の2階）の片付けをすることが苦手なため、たまりかねた大家のおばさんが、自分の姪に協力を要請したこともある。この際、彼が部屋を綺麗にするまでに一昼夜を要した。山梨の実家はかなりの大きな屋敷。「健二」という爽やかな大学生の弟がいる（原作のみ登場）。さまざまな理由で何度かアパートを追い出され、しばらくブロラン号に寝泊まりしたり、ひろしの家に居候したこともある。原作終盤で、ヨシコ先生ではなく、ゴリラ魚店（ゴリライモの実家）で働いていた山口初恵（初ちゃん）と結ばれる。後に同作者の漫画作品『やっちん』にも同名で登場した。
南よし雄の父
声 - 加藤精三（旧）
山梨に住んでいて、よし雄やゴリライモたちからは頑固親父と呼ばれている。よし雄に地元の女性とお見合いをさせ、結婚させようとした。
渡辺 みさ子
声 - 沢田和子（旧） / 三田ゆう子（新）
五郎のガールフレンド。小学4年生で、五郎と同じくらいの小さな体にストレートの長髪とヘアバンドが特徴的なかわい子ちゃん。五郎を「ゴローちゃん」と呼んで慕っている。かなりのやきもち焼きで、怒らせると結構怖い。都心に映画を見に行くときに、きちんとみんなの帰りの電車賃を取っておくしっかり者だが、ブルース・リーの映画を見て興奮し、帰りにチンピラの足を蹴っ飛ばして追いかけられる騒ぎを起こしたことがある。
山下 カン平（カン平）
声 - 浅井淑子 → 山本圭子（旧）
ひろしたちのクラスメートでレコード店の息子。原作のみ苗字がある。漫画が得意な他、雪像なども本物そっくりに作れる器用さを持つ。普段は呑気なおとなしい性格だが、失恋をバネにして1コマ漫画の投稿で大賞を取るなど、結構芯は強い。アニメではラジコンなどの機械類にも詳しいというエピソードもある。
福沢 幸夫
声 - 小宮山清（旧） / 水島裕（新）
ひろしたちのクラスメート。原作ではクラス一の秀才で、父親はPTA会長。不真面目なことが嫌いな堅物。いつも沈着冷静で表情があまり変わらない。一度だけ、同じクラスの女の子に借りたLPレコード（カン平がプレゼントしたもの）を誤って割ってしまったことがあり、さすがにこの時は申し訳なさそうに詫びていた。アニメでは出番は少なく、ゴリライモにいたずらでズボンを下ろされるなどの被害に遭っている。
九時良 太（くじら ふとし）
声 - 島田彰（旧）
身長3 - 4メートルはあろうかという大きな体の転校生。父親の仕事の都合により、転校を繰り返してきたという設定で、基本的には関西弁で会話する。飛行機が大好きで紙飛行機を作って遊ぶのが趣味。紙飛行機を取るため片手で南先生の車を持ち上げるほどの怪力を持っているが、気が優しくてお人よしであるがため喧嘩や争い事は苦手であり、殴られたりすると無抵抗なまま大泣きしてしまう。南先生のブロラン号をうっかり壊してしまったお詫びに、一晩で飛行機に改造したことがある。原作ではしばらくひろしたちの町にいたが、アニメではわずか1週間で青森に転校していった。
山田 花子
声 - 松尾佳子 → 吉田理保子（旧）
ひろしの隣のクラスの女生徒。ひろしとゴリライモに各々お願いをした。おじの名はミドリカワ。
母ちゃん
声 - 小原乃梨子（旧） / 斉藤昌（新）
貧しい中、仕立屋の仕事をしながら女手一つでひろし、そしてピョン吉を育てている。とても厳しいが、明るくて優しい母。いつも割烹着を着ていてかなり老けて見えるが、実はまだ34歳である（原作・旧アニメ版共通の設定）。ピョン吉の張り付いたシャツを洗濯板で洗う場面も多い。趣味はマリアのノミ取り。原作とアニメで姿が異なる。原作では、歌が非常に上手く美声である。
2015年の日テレドラマでは、京子と同じくゴリライモの経営するパン工場で働いている。
ピョン子
声 - 増山江威子（旧）
ピョン吉のガールフレンドである雌蛙。ピョン吉が人間界で生活するようになり、生き別れになってしまう。のちに再会するが、ゴリライモと裕次郎により食べるために殺されそうになったところを、梅さんに助けられ、梅さんに惚れる。
石松
声 - 羽佐間道夫（旧）
三度笠に合羽姿をした流れ者の雄蛙。森の石松のように片目だが気風がいい。いつも旅をしているため、蛙の世界では結構物知りである。原作の終盤では、訳あって子連れになっている。
ビッキー（原作のみ登場）
原作終盤に登場した、北大路麗子のシャツに生きるもう1匹の雌の平面ガエル。体色は薄いピンク色で、右の眼の横に小さな赤いリボンを付けている。大富豪の令嬢・麗子の大邸宅の裏庭にあるお花畑でピョン吉と同様のアクシデントに遭って平面ガエルになった。かなりの毒舌で自称「貴族ガエル」。最終的にはピョン吉と結ばれ、たくさんの子供（Tシャツ姿のオタマジャクシ）を儲ける。
北大路 麗子（きたおおじ れいこ：原作のみ登場）
原作終盤に「南が丘中学校」に転入して来た大富豪の令嬢で、雌の平面ガエル・ビッキーの貼りついたシャツを着ている。眼鏡をかけた長い黒髪の美少女で、後に「ミス南が丘中」に選ばれたことがある。同じ平面ガエルを相方に持つ者同士のよしみで、ひろしが麗子になびくのではないかという憶測をめぐって、一時、京子の嫉妬の対象にもなるが、結局、麗子がひろしと深い仲になることはなかった。
マリア
雌の野良猫。子猫のころにゴリライモが保護するが、実家が魚屋のため飼うことが出来ずひろしたちに保護させるように仕向け、しばらくひろしの家で飼われる。名前はゴリライモが命名している。ピョン吉とは種族を超えた愛が芽生えるかと思われたが雄猫と恋仲になり、ピョン吉は失恋し、雄猫と共に姿を消した。
宝 善兵衛（宝寿司の旦那）
声 - 雨森雅司 → 小林修（旧） / 緒方賢一（新）
梅三郎の勤める「宝寿司」の店主（経営者）。小柄でブルドッグのような顔をしており、自分より腕のいい梅三郎を信頼して店のほとんどを任せているが、互いに意地っ張りで喧嘩をしては「梅! てめえ! クビだクビー!」と叫ぶ。原作での妻（おかみさん）の名前は「宝トミ」。アニメでは長らく独身であったが、幼馴染でバツイチの女性と再会し、妻にする。原作・アニメとも妻は主人よりもふくよかで体が大きく、いわゆる「ノミの夫婦」である。アニメ版の妻の名は「アキコ（声 - 花形恵子）」。浪曲が好きで、「宝寿司・海の家」に向かう途中の車上や銭湯で披露する。原作後半で、漏電による出火のため宝寿司の店舗を焼失してしまうが、屋台を調達して来た梅さんとともに再建を目指す。
※なお、作中で戦友だった銭湯の主人と張り合う話があり、その中で本名が「宝善兵衛」（たから ぜんべえ）であることが記されている。
山口 初恵（やまぐち はつえ：原作のみ登場）
原作中盤から登場した、ゴリライモの実家の魚屋に住み込みで働く明るく快活な18歳（後に19歳）の女の子。青森県出身で訛りがあり、一人称は「おら」で、語尾に「〜だべ」「〜んだ」などと付けて話す。町のみんなからは「初ちゃん」「初兵衛」などと呼ばれて慕われている。ゴリライモの母ちゃん仕込みのコブラツイストが得意技で、雇い主の息子であるゴリライモにも遠慮なく技を掛けて懲らしめたり、町でナンパされた際には、しつこく言い寄る男を正拳突きでノックアウトするなど、喧嘩も結構強い。ふとしたことから南先生に恋するようになり、終盤でその恋を実らせて結婚。原作最終回では、ひろしからハワイの梅三郎への手紙で、間もなく南先生との間の子供が生まれることが明らかになっている。
校長
声 - 槐柳二→大山豊（旧） / 上田敏也（新）
ひろしが通う中学校の校長先生。原作では頭髪が少なくバーコードのようになっていて、背が低く顔が丸いが、アニメでは、背が高くジャガイモのような頭の形をしている。
飛車王子三角兵衛
声 - 富山敬（旧）
梅さんの幼なじみで空手の達人、梅さんの将棋のライバル。
ニシキコウジ ヒロミチ
声 - 島田彰（旧）
宝寿司の客。ミツボシ物産係長代理。恋人を欲しがっており、美人の女性に会うと名刺を配る。
ばーか（名前不明・原作のみ登場）
ひろしの同級生の男子生徒。本筋とはあまり関わりなく、各エピソードの途中やオチで、コマの端などに現れては、ただ一言「ばーか」と言っているだけのキャラクター。基本的に「三角座り」のような体勢をしており、移動する時はこの体勢のまま飛び跳ねる。ひろしの怒りを買って、ボコボコにされたこともあるが、その際も「ばーか」と言うのを止めなかった。

## 書誌情報
- 吉沢やすみ 『ど根性ガエル』 集英社〈ジャンプ・コミックス〉、全27巻
  1. 1971年2月28日発売[37]
  2. 1971年4月30日発売[38]
  3. 1971年8月31日発売[39]
  4. 1971年10月31日発売[40]
  5. 1972年2月29日発売[41]
  6. 1972年5月31日発売[42]
  7. 1972年8月31日発売[43]
  8. 1972年11月30日発売[44]
  9. 1972年12月30日発売[45]
  10. 1973年4月30日発売[46]
  11. 1973年6月30日発売[47]
  12. 1973年7月31日発売[48]
  13. 1973年8月31日発売[49]
  14. 1973年11月30日発売[50]
  15. 1974年1月31日発売[51]
  16. 1974年3月31日発売[52]
  17. 1974年5月10日発売[53]
  18. 1974年8月10日発売[54]
  19. 1974年11月9日発売[55]
  20. 1975年3月10日発売[56]
  21. 1975年6月10日発売[57]
  22. 1975年9月10日発売[58]
  23. 1976年1月10日発売[59]
  24. 1976年4月10日発売[60]
  25. 1976年6月10日発売[61]
  26. 1976年8月10日発売[62]
  27. 1976年10月9日発売[63]

## アニメ
これまでに2度テレビアニメ化されている。いずれも各回1話15分で2話ずつ放送。

### 1972年版

#### 放映形式
- 題名：『ど根性ガエル』
- キー局：朝日放送/TBS系列
- 製作：東京ムービー・朝日放送
- 放送時間：毎週土曜日19時 - 19時30分 （30分間）
- 放送年：1972年（昭和47年）10月7日 - 1974年（昭和49年）9月28日
  - 1973年1月27日は報道特別番組「ベトナム和平正式調印」のため放送休止[64]
- 放映形式：30分1回2話 （第100回のみ前後篇1話完結）
- 放送回数：103回（全205話）
- 最高視聴率は1979年2月23日、日本テレビでの再放送の第52話で34.5%（関東地区、ビデオリサーチ調べ）[65][66]。
- 日本国外でもタイ王国、香港、アルゼンチン、チリなどで放映された。
- アニメーターの芝山努と小林治の出世作となった。

#### スタッフ
- 原作 - 吉沢やすみ
- 作画監督 - 小林おさむ、芝山努[注 44]
- 撮影監督 - 清水達正
- 美術監督 - 小林七郎
- 録音監督 - 山崎あきら
- 編集 - 井上和夫
- 音楽 - 広瀬健次郎
- チーフディレクター（第81回 - 最終回） - 長浜忠夫
- 撮影 - 黒木敬、若菜三樹雄、小山信夫、伊藤晃、熊瀬哲郎、渡辺丈之、萩原亨、小林恒夫、野村隆
- 効果 - 片岡陽三
- 録音技術 - 中里勝範 → 三浦千治 → 星野敏昭
- 演出助手 → 演出補 - 田中実、高屋敷英夫、三家本泰美、向坪利次、棚橋一徳
- 編集助手 - 寺田加代子
- 制作デスク - 赤川茂、加藤俊三
- 制作協力 - Aプロダクション、映音、東京現像所
- 制作 - 朝日放送（ABC）、東京ムービー

#### 主題歌
オープニングテーマ「ど根性ガエル」（第1回 - 最終回）
作詞 - 東京ムービー企画部 / 作曲・編曲 - 広瀬健次郎 / 歌 - 石川進・荒川少年少女合唱隊
第53回から、オープニングに使用されていたアニメーションが変更された。
歌詞に「ピョン吉」の名前が登場するが、第53回以降の歌詞の字幕では「ぴょん吉」と、ひらがな表記になっていた。
朝日放送のクレジット表記は宋朝体ロゴ、東京ムービーのクレジット表記は第52回までが宋朝体ロゴで、第53回以降はゴシック体。

エンディングテーマ
「ど根性でヤンス」（第1回 - 第26回、第78回 - 第90回）
作詞 - 東京ムービー企画部 / 作曲・編曲 - 広瀬健次郎 / 歌 - 石川進
第19回まではエンディングのクレジット「声の出演」の「ピョン吉」が「ぴょん吉」と表記されていた。「あっしは、古風なんでやんすねぇ」というセリフで終わる歌詞のため、尻切れに聞こえるのが特徴。
「ど根性ガエル音頭」（第27回 - 第46回、第91回 - 最終回）
作詞 - 東京ムービー企画部 / 作曲 - 広瀬健次郎 / 歌 - 石川進、荒川少年少女合唱隊、千々松幸子
このエンディングのみ、独自のアニメーションが使われていたが、第30回まではエンディング1と同じものが使われていた。また、前奏では、ひろしのセリフが入るが、これが一時期、若干ではあるが違っていたことがあった（前奏の時間の問題からか、この違っていたセリフの方だけは通常のものよりも早口で言っていた）。
「ど根性ガエルマーチ」（第47回 - 第77回）
作詞 - 東京ムービー企画部 / 作曲 - 北原じゅん / 歌 - 石川進
エンディング1と同じアニメーションが使われている。
歌は放送時期に応じて、それに対応する季節の入った歌（秋 → 冬 → 春）を使用。なお夏は「ど根性ガエル音頭」があるため、夏の歌詞は放送されなかった（レコードには収録されている）。
いずれもエンディングはこれまでのトムス作品と同様に止め絵が使用されている。

#### 挿入歌
「女のみち」（第155話）
作詞 - 宮史郎 / 作曲 - 並木ひろし / 歌 - 宮史郎とぴんからトリオ
「せんせい」（第159話）
作詞 - 阿久悠 / 作曲 - 遠藤実 / 歌 - 森昌子
「花物語」（第163話）
作詞 - 阿久悠 / 作曲 - 中村泰士 / 編曲 - あかのたちお / 歌 - 桜田淳子
「恋のダイヤル6700」（第174話）
作詞 - 阿久悠 / 作曲・編曲 - 井上忠夫 / 歌 - フィンガー5
※この話のグループ名は「モモンガー5」タイトルは「恋のダイヤル110番」となっている。
「ルイジアンナ」 / 「ヘイタクシー」 / 「ホープ」（第193話）
作詞 - 大倉洋一 / 作曲 - 矢沢永吉 / 歌 - キャロル

#### 各話リスト
| 回  | 初回放送日     | 話数 | サブタイトル                         | 脚本              | 絵コンテ     | 演出       |
| --- | -------------- | ---- | ------------------------------------ | ----------------- | ------------ | ---------- |
| 1   | 1972年 10月7日 | 1    | ピョン吉誕生の巻                     | 辻真先 山崎晴哉   | 長浜忠夫     | 岡部英二   |
| 1   | 1972年 10月7日 | 2    | 平面ガエルはつらいよの巻             | 山崎晴哉          | 石黒昇       | 岡部英二   |
| 2   | 10月14日       | 3    | ひろしのデートの巻                   | 辻真先            | 奥田誠治     | 岡部英二   |
| 2   | 10月14日       | 4    | おとこ涙のサングラスの巻             | 吉田喜昭          | 黒川一       | 岡部英二   |
| 3   | 10月21日       | 5    | 五郎の初恋の巻                       | 辻真先            | 石黒昇       | 岡部英二   |
| 3   | 10月21日       | 6    | 幽日ヶ原の決闘の巻                   | 井上知士          | 石黒昇       | 岡部英二   |
| 4   | 10月28日       | 7    | あーんしてハイッの巻                 | 城山昇            | 森下圭介     | 岡部英二   |
| 4   | 10月28日       | 8    | かりもかりたりすごいものの巻         | 吉田喜昭          | 森下圭介     | 岡部英二   |
| 5   | 11月4日        | 9    | ピョン吉のホームランの巻             | 井上知士          | 石黒昇       | 岡部英二   |
| 5   | 11月4日        | 10   | お礼はキッスの巻                     | 吉田喜昭          | 森下圭介     | 岡部英二   |
| 6   | 11月11日       | 11   | ぼくのマリヤちゃんの巻               | 吉田喜昭          | 石黒昇       | 岡部英二   |
| 6   | 11月11日       | 12   | 涙の大特訓の巻                       | 井上知士          | 石黒昇       | 岡部英二   |
| 7   | 11月18日       | 13   | ステキな先生の巻                     | 井上知士          | 森下圭介     | 岡部英二   |
| 7   | 11月18日       | 14   | マリヤのヘンなクセの巻               | 吉田喜昭          | 石黒昇       | 岡部英二   |
| 8   | 11月25日       | 15   | かあちゃん寿司食いてェの巻           | 伊東恒久          | 石黒昇       | 岡部英二   |
| 8   | 11月25日       | 16   | ブラボー!ヨシコ先生の巻              | 吉田喜昭          | 森下圭介     | 岡部英二   |
| 9   | 12月2日        | 17   | おフロで決闘の巻                     | 井上知士          | 奥田誠治     | 長浜忠夫   |
| 9   | 12月2日        | 18   | おー!!わがとうちゃんの巻             | 吉田喜昭          | 森下圭介     | 長浜忠夫   |
| 10  | 12月9日        | 19   | かわいいあの子の巻                   | 金子裕            | 桂木秀一     | 長浜忠夫   |
| 10  | 12月9日        | 20   | 男!梅さんの巻                        | 山崎晴哉          | 森下圭介     | 長浜忠夫   |
| 11  | 12月16日       | 21   | かあちゃんの涙の巻                   | 伊東恒久          | 奥田誠治     | 長浜忠夫   |
| 11  | 12月16日       | 22   | すべって転んでの巻                   | 鈴木良武          | 小華和ためお | 長浜忠夫   |
| 12  | 12月23日       | 23   | どうするどうするクリスマスの巻       | 吉田喜昭          | 小華和ためお | 長浜忠夫   |
| 12  | 12月23日       | 24   | 泣くな梅さんの巻                     | 金子裕            | 小華和ためお | 長浜忠夫   |
| 13  | 12月30日       | 25   | かぜかぜムンムンの巻                 | 柴山達雄          | 小華和ためお | 長浜忠夫   |
| 13  | 12月30日       | 26   | 年越し寿司だよ全員集合の巻           | 城山昇            | 森下圭介     | 長浜忠夫   |
| 14  | 1973年 1月6日  | 27   | すてきなお年玉の巻                   | 井上知士          | 石黒昇       | 長浜忠夫   |
| 14  | 1973年 1月6日  | 28   | すし、すき、スキーの巻               | 金子裕            | 小華和ためお | 長浜忠夫   |
| 15  | 1月13日        | 29   | おヨメさんのためならの巻             | 吉田喜昭          | 阿佐みなみ   | 長浜忠夫   |
| 15  | 1月13日        | 30   | ひろし、ピョン吉迷コンビの巻         | 柴山達雄          | 森下圭介     | 長浜忠夫   |
| 16  | 1月20日        | 31   | さよなら京子ちゃんの巻               | 金子裕            | 小華和ためお | 長浜忠夫   |
| 16  | 1月20日        | 32   | しつこいのはだれだの巻               | 井上知士          | 壬生理       | 長浜忠夫   |
| 17  | 2月3日         | 33   | ひろしは天才ボウラーの巻             | 鈴木よしたけ      | 壬生理       | 長浜忠夫   |
| 17  | 2月3日         | 34   | 寒中水泳ギャーの巻                   | 井上知士          | 壬生理       | 長浜忠夫   |
| 18  | 2月10日        | 35   | まぶたの父の巻                       | 山崎晴哉          | 出﨑哲       | 長浜忠夫   |
| 18  | 2月10日        | 36   | ほれちゃあいけねえ先生の巻           | 吉田喜昭          | 出﨑哲       | 長浜忠夫   |
| 19  | 2月17日        | 37   | マリヤの秘密の巻                     | 金子裕            | 近藤英輔     | 長浜忠夫   |
| 19  | 2月17日        | 38   | にっくきゴリライモの巻               | 井上知士          | 出崎哲       | 長浜忠夫   |
| 20  | 2月24日        | 39   | かあちゃんショックの巻               | 伊東恒久          | 小華和ためお | 長浜忠夫   |
| 20  | 2月24日        | 40   | 出前もちひろしの巻                   | 吉田喜昭          | 阿佐みなみ   | 長浜忠夫   |
| 21  | 3月3日         | 41   | 華麗なる変身の巻                     | 金子裕            | 出崎哲       | 長浜忠夫   |
| 21  | 3月3日         | 42   | 男の子女の子の巻                     | 井上知士          | 近藤英輔     | 長浜忠夫   |
| 22  | 3月10日        | 43   | にが虫ひろしの巻                     | 柴山達雄          | 阿佐みなみ   | 長浜忠夫   |
| 22  | 3月10日        | 44   | マリヤをさがせの巻                   | 山崎晴哉          | 壬生理       | 長浜忠夫   |
| 23  | 3月17日        | 45   | ああ立体ガエルの巻                   | 山崎晴哉          | 阿佐みなみ   | 長浜忠夫   |
| 23  | 3月17日        | 46   | 指名手配犯あらわるの巻               | 金子裕            | 阿佐みなみ   | 長浜忠夫   |
| 24  | 3月24日        | 47   | ちこくをしましょうの巻               | 吉田喜昭          | 壬生理       | 長浜忠夫   |
| 24  | 3月24日        | 48   | 男、度胸のプロポーズの巻             | 鈴木よしたけ      | 小華和ためお | 長浜忠夫   |
| 25  | 3月31日        | 49   | キスマークチュッチュッの巻           | 吉田喜昭          | 小華和ためお | 長浜忠夫   |
| 25  | 3月31日        | 50   | ゴリライモの大変身の巻               | 井上知士          | 石黒昇       | 長浜忠夫   |
| 26  | 4月7日         | 51   | 雨ふりバンザイの巻                   | 金子裕            | 奥田誠治     | 長浜忠夫   |
| 26  | 4月7日         | 52   | 最高のプレゼントの巻                 | 井上知士          | 壬生理       | 長浜忠夫   |
| 27  | 4月14日        | 53   | おお!バカガエルの巻                  | 吉田喜昭          | 阿佐みなみ   | 長浜忠夫   |
| 27  | 4月14日        | 54   | 家出したピョン吉の巻                 | 井上知士          | 阿佐みなみ   | 長浜忠夫   |
| 28  | 4月21日        | 55   | カエルの国の巻                       | 石倉俊文          | 壬生理       | 長浜忠夫   |
| 28  | 4月21日        | 56   | かぜをふっとばせの巻                 | 金子裕            | 出崎哲       | 長浜忠夫   |
| 29  | 4月28日        | 57   | それ行けピョン吉の巻                 | 金子裕            | 奥田誠治     | 長浜忠夫   |
| 29  | 4月28日        | 58   | ちっちゃなひろしの巻                 | 三木実            | 壬生理       | 長浜忠夫   |
| 30  | 5月5日         | 59   | ゴリラがにげた〜の巻                 | 山本優            | 阿佐みなみ   | 長浜忠夫   |
| 30  | 5月5日         | 60   | 生徒会長はだれだの巻                 | 井上知士          | 出崎哲       | 長浜忠夫   |
| 31  | 5月12日        | 61   | ピョン吉テストを受けるの巻           | 金子裕            | 壬生理       | 長浜忠夫   |
| 31  | 5月12日        | 62   | ピョン吉泥棒退治の巻                 | 石倉俊文          | 出崎哲       | 長浜忠夫   |
| 32  | 5月19日        | 63   | 赤ちゃん大好きの巻                   | 金子裕            | 阿佐みなみ   | 長浜忠夫   |
| 32  | 5月19日        | 64   | ラーメン食べたばっかりにの巻         | 吉田喜昭          | 壬生理       | 長浜忠夫   |
| 33  | 5月26日        | 65   | しつこいぞ魚の骨の巻                 | 金子裕            | 阿佐みなみ   | 長浜忠夫   |
| 33  | 5月26日        | 66   | あいつに恋してるの巻                 | 佐々木天子        | 壬生理       | 長浜忠夫   |
| 34  | 6月2日         | 67   | おまえは犬だ!の巻                    | 井上知士          | （不明）     | 長浜忠夫   |
| 34  | 6月2日         | 68   | 町田先生撃退大作戦の巻               | 吉田喜昭          | （不明）     | 長浜忠夫   |
| 35  | 6月9日         | 69   | 空とぶくじらくんの巻                 | 井上知士          | （不明）     | 長浜忠夫   |
| 35  | 6月9日         | 70   | 誓いのホームランの巻                 | 吉田喜昭 石倉俊文 | （不明）     | 長浜忠夫   |
| 36  | 6月16日        | 71   | 雨の中のふたりの巻                   | 吉田喜昭          | （不明）     | 長浜忠夫   |
| 36  | 6月16日        | 72   | くじらくんの涙の巻                   | 吉田喜昭          | 壬生理       | 長浜忠夫   |
| 37  | 6月23日        | 73   | これが男の道なのか?!の巻             | 今井登志樹        | （不明）     | 長浜忠夫   |
| 37  | 6月23日        | 74   | ひろしが養子になった!?の巻           | 金子裕            | （不明）     | 長浜忠夫   |
| 38  | 6月30日        | 75   | すし屋の加代ちゃんの巻               | 金子裕            | （不明）     | 長浜忠夫   |
| 38  | 6月30日        | 76   | ピョン吉学校へくるなの巻             | 吉田喜昭          | 阿佐みなみ   | 長浜忠夫   |
| 39  | 7月7日         | 77   | 宝ずしの嫁さん募集の巻               | 金子裕            | 壬生理       | 長浜忠夫   |
| 39  | 7月7日         | 78   | 人命救助はつらいものの巻             | 山本優            | （不明）     | 長浜忠夫   |
| 40  | 7月14日        | 79   | おつかい一直線の巻                   | 井上知士          | （不明）     | 長浜忠夫   |
| 40  | 7月14日        | 80   | 梅さん決死のプロポーズの巻           | 金子裕            | 阿佐みなみ   | 長浜忠夫   |
| 41  | 7月21日        | 81   | ダンププールだ!ワーイの巻            | 石倉俊文          | 阿佐みなみ   | 長浜忠夫   |
| 41  | 7月21日        | 82   | お祭りとゴリライモの巻               | 山崎晴哉          | 出崎哲       | 長浜忠夫   |
| 42  | 7月28日        | 83   | 呪いの宿直室の巻                     | 吉田喜昭          | （不明）     | 長浜忠夫   |
| 42  | 7月28日        | 84   | 宝ずし海の家の巻                     | 今井登志樹        | 壬生理       | 長浜忠夫   |
| 43  | 8月4日         | 85   | おかしな林間学校の巻                 | 三木実            | （不明）     | 長浜忠夫   |
| 43  | 8月4日         | 86   | 不思議な不思議な病気の巻             | 吉田喜昭          | （不明）     | 長浜忠夫   |
| 44  | 8月11日        | 87   | その顔すてき〜ッ!の巻                | 出崎哲            | 出崎哲       | 長浜忠夫   |
| 44  | 8月11日        | 88   | 狙われたピョン吉の巻                 | 金子裕            | 阿佐みなみ   | 長浜忠夫   |
| 45  | 8月18日        | 89   | クイズで自転車を当てようの巻         | 山本優            | （不明）     | 長浜忠夫   |
| 45  | 8月18日        | 90   | 鐘がゴーンと鳴りゃうらめしや〜ッの巻 | 吉田喜昭          | （不明）     | 長浜忠夫   |
| 46  | 8月25日        | 91   | つみだぜ!京子ちゃんの巻              | 出崎哲            | 壬生理       | 長浜忠夫   |
| 46  | 8月25日        | 92   | 宿題おいこみ作戦の巻                 | 山本優            | （不明）     | 長浜忠夫   |
| 47  | 9月1日         | 93   | ああ!思い出の石の巻                  | 井上知士          | 壬生理       | 長浜忠夫   |
| 47  | 9月1日         | 94   | らくがき大合戦の巻                   | 石倉俊文          | 出崎哲       | 長浜忠夫   |
| 48  | 9月8日         | 95   | 南先生の秘密をあばけの巻             | 城山昇            | 阿佐みなみ   | 長浜忠夫   |
| 48  | 9月8日         | 96   | あっしは誰なんで?の巻                | 今井登志樹        | （不明）     | 長浜忠夫   |
| 49  | 9月15日        | 97   | ナイター・バースデーの巻             | 今井登志樹        | （不明）     | 長浜忠夫   |
| 49  | 9月15日        | 98   | 京子ちゃんはおれのもの!の巻          | 金子裕            | （不明）     | 長浜忠夫   |
| 50  | 9月22日        | 99   | ポンコツやーいの巻                   | 山崎晴哉          | （不明）     | 長浜忠夫   |
| 50  | 9月22日        | 100  | ピョン吉にヘソができたあーの巻       | 山本優            | （不明）     | 長浜忠夫   |
| 51  | 9月29日        | 101  | 梅さんのまぶたの母の巻               | 山本優            | （不明）     | 長浜忠夫   |
| 51  | 9月29日        | 102  | 新八登場!の巻                        | 金子裕            | （不明）     | 長浜忠夫   |
| 52  | 10月6日        | 103  | ピョン吉にはないしょの巻             | 金子裕            | 石黒昇       | 長浜忠夫   |
| 52  | 10月6日        | 104  | にくいぜ新八!の巻                    | 金子裕            | （不明）     | 長浜忠夫   |
| 53  | 10月13日       | 105  | ネクタイプレゼント騒動の巻           | 鶴見和一          | （不明）     | 長浜忠夫   |
| 53  | 10月13日       | 106  | 大決闘!梅さん対新八!!の巻            | 吉田喜昭          | 壬生理       | 長浜忠夫   |
| 54  | 10月20日       | 107  | お祭りの夜の出来事の巻               | 山本優            | （不明）     | 長浜忠夫   |
| 54  | 10月20日       | 108  | ひろしの金魚すくい名人の巻           | 山本優            | （不明）     | 長浜忠夫   |
| 55  | 10月27日       | 109  | ヨシコ先生の一日奥さまの巻           | 吉田喜昭          | 阿佐みなみ   | 長浜忠夫   |
| 55  | 10月27日       | 110  | お酒はこわいの巻                     | 川石光            | （不明）     | 長浜忠夫   |
| 56  | 11月3日        | 111  | ギャーッ!大ケガの巻                  | 吉田喜昭          | 石黒昇       | 長浜忠夫   |
| 56  | 11月3日        | 112  | 男?女?赤ちゃんうまれた〜ッ!の巻      | 金子裕            | （不明）     | 長浜忠夫   |
| 57  | 11月10日       | 113  | 花子ちゃんのなやみの巻               | 城山昇            | （不明）     | 長浜忠夫   |
| 57  | 11月10日       | 114  | わらって、わらって、周作ちゃんの巻   | 金子裕            | （不明）     | 長浜忠夫   |
| 58  | 11月17日       | 115  | ひっちゃかめっちゃか授業参観の巻     | 吉田喜昭          | 阿佐みなみ   | 長浜忠夫   |
| 58  | 11月17日       | 116  | 赤ちゃんのおしっこの仕方教えますの巻 | 金子裕            | 阪本武士     | 長浜忠夫   |
| 59  | 11月24日       | 117  | 宝さがしは命がけの巻                 | 山本優            | 高橋茂       | 長浜忠夫   |
| 59  | 11月24日       | 118  | 人斬りゴリライモの巻                 | 井上知士          | （不明）     | 長浜忠夫   |
| 60  | 12月1日        | 119  | 南先生ふるさとへ帰るの巻             | 白河健            | （不明）     | 長浜忠夫   |
| 60  | 12月1日        | 120  | 火事は見たいしおでんは食いたしの巻   | 九十英夫          | 阿佐みなみ   | 長浜忠夫   |
| 61  | 12月8日        | 121  | ラブレターを書いたのはだれだ?!の巻   | 金子裕            | （不明）     | 長浜忠夫   |
| 61  | 12月8日        | 122  | 大掃除脱出大作戦の巻                 | 山本優            | （不明）     | 長浜忠夫   |
| 62  | 12月15日       | 123  | ひろし・京子の迷コンビスケーターの巻 | 吉田喜昭          | （不明）     | 長浜忠夫   |
| 62  | 12月15日       | 124  | さすが大物たちだ!!の巻               | 吉田喜昭          | （不明）     | 長浜忠夫   |
| 63  | 12月22日       | 125  | 結婚式をぶっつぶせの巻               | 井上知士          | （不明）     | 長浜忠夫   |
| 63  | 12月22日       | 126  | 男涙のクリスマスの巻                 | 井上知士          | （不明）     | 長浜忠夫   |
| 64  | 12月29日       | 127  | もちつきペッタン大騒動の巻           | 吉田喜昭          | （不明）     | 長浜忠夫   |
| 64  | 12月29日       | 128  | 年越し寿し食べほうだいの巻           | 金子裕            | （不明）     | 長浜忠夫   |
| 65  | 1974年 1月5日  | 129  | 花のお江戸の平面ガエルの巻           | 吉田喜昭          | （不明）     | 長浜忠夫   |
| 65  | 1974年 1月5日  | 130  | みだれた初夢の巻                     | 九十英夫          | （不明）     | 長浜忠夫   |
| 66  | 1月12日        | 131  | ラブラブ戦術でテストをやめようの巻   | 九十英夫          | （不明）     | 長浜忠夫   |
| 66  | 1月12日        | 132  | 誤解のキッスの巻                     | 井上知士          | （不明）     | 長浜忠夫   |
| 67  | 1月19日        | 133  | 梅さんのお寿司ジャンプ斬りの巻       | 金子裕            | （不明）     | 長浜忠夫   |
| 67  | 1月19日        | 134  | ひろしの大ピンチの巻                 | 川石光            | （不明）     | 長浜忠夫   |
| 68  | 1月26日        | 135  | 南先生におしかけた花嫁の巻           | 井上知士          | （不明）     | 長浜忠夫   |
| 68  | 1月26日        | 136  | ピョン吉の人質救出大作戦の巻         | 金子裕            | （不明）     | 長浜忠夫   |
| 69  | 2月2日         | 137  | はい!プーどきですよの巻              | 金子裕            | （不明）     | 長浜忠夫   |
| 69  | 2月2日         | 138  | ゴリライモを好きになった女の子の巻   | 金子裕            | 石黒昇       | 長浜忠夫   |
| 70  | 2月9日         | 139  | 美しき雪ダルマの巻                   | 吉田喜昭          | 石黒昇       | 長浜忠夫   |
| 70  | 2月9日         | 140  | 宝くじやーいの巻                     | 九十英夫          | （不明）     | 長浜忠夫   |
| 71  | 2月16日        | 141  | お弁当売りますの巻                   | 吉田喜昭          | （不明）     | 長浜忠夫   |
| 71  | 2月16日        | 142  | カゼをうつしてうつして〜の巻         | 岡部耕太          | （不明）     | 長浜忠夫   |
| 72  | 2月23日        | 143  | おかしないそうろうの巻               | 金子裕            | （不明）     | 長浜忠夫   |
| 72  | 2月23日        | 144  | とてもかわいそうな南先生の巻         | 金子裕            | 石黒昇       | 長浜忠夫   |
| 73  | 3月2日         | 145  | ゴリライモが幼稚園に入るの巻         | 川石光            | （不明）     | 長浜忠夫   |
| 73  | 3月2日         | 146  | かんかんアキかんの巻                 | 山本優            | （不明）     | 長浜忠夫   |
| 74  | 3月9日         | 147  | 天才漫画家カン平君の巻               | 井上知士          | 石黒昇       | 長浜忠夫   |
| 74  | 3月9日         | 148  | 新八の秘密の巻                       | 金子裕            | （不明）     | 長浜忠夫   |
| 75  | 3月16日        | 149  | 親子ゲンカ大ゲンカの巻               | 吉田喜昭          | （不明）     | 長浜忠夫   |
| 75  | 3月16日        | 150  | ゴロー幼稚園危機一髪!!の巻           | 川石光            | （不明）     | 長浜忠夫   |
| 76  | 3月23日        | 151  | 奇妙なハイキング                     | 山崎晴哉          | （不明）     | 長浜忠夫   |
| 76  | 3月23日        | 152  | 町田先生の転任?!                     | 井上知士          | （不明）     | 長浜忠夫   |
| 77  | 3月30日        | 153  | 周作ちゃんの子守                     | 山本優            | （不明）     | 長浜忠夫   |
| 77  | 3月30日        | 154  | 決闘、風呂屋の場!!                   | 金子裕            | （不明）     | 長浜忠夫   |
| 78  | 4月6日         | 155  | おお!サングラスの君                  | 吉田喜昭          | （不明）     | 長浜忠夫   |
| 78  | 4月6日         | 156  | ピョン吉爆発5分前!!                  | 金子裕            | （不明）     | 長浜忠夫   |
| 79  | 4月13日        | 157  | 恋愛仕掛人くに子ちゃん               | 井上知士          | （不明）     | 長浜忠夫   |
| 79  | 4月13日        | 158  | ピョン吉の大予言                     | 井上知士          | （不明）     | 長浜忠夫   |
| 80  | 4月20日        | 159  | 南先生モテモテ                       | 金子裕            | （不明）     | 長浜忠夫   |
| 80  | 4月20日        | 160  | おあつい関係                         | 九十英夫          | （不明）     | 長浜忠夫   |
| 81  | 4月27日        | 161  | 指をかみかみして〜                   | 城山昇            | （不明）     | 棚橋一徳   |
| 81  | 4月27日        | 162  | おつり大作戦                         | 馬嶋満            | （不明）     | 棚橋一徳   |
| 82  | 5月4日         | 163  | 学校荒しは誰だ!?                     | 吉田喜昭          | （不明）     | 棚橋一徳   |
| 82  | 5月4日         | 164  | 母ちゃんのカンカン踊り               | 馬嶋満            | （不明）     | 三家本泰美 |
| 83  | 5月11日        | 165  | ピョン吉・ひろし出口なし             | 金子裕            | （不明）     | 棚橋一徳   |
| 83  | 5月11日        | 166  | くに子ちゃんはお料理がお好き!        | 松元力            | （不明）     | 三家本泰美 |
| 84  | 5月18日        | 167  | まいこんだラブレター                 | 金子裕            | （不明）     | 棚橋一徳   |
| 84  | 5月18日        | 168  | 梅さん、涙の空手チョップ             | 井上知士          | （不明）     | 三家本泰美 |
| 85  | 5月25日        | 169  | 年上のひと                           | 九十英夫          | （不明）     | 棚橋一徳   |
| 85  | 5月25日        | 170  | ピョン吉はやく病神                   | 金子裕            | （不明）     | 三家本泰美 |
| 86  | 6月1日         | 171  | 新八にもピョン吉がいた               | 松元力            | （不明）     | 棚橋一徳   |
| 86  | 6月1日         | 172  | メザシで喧嘩                         | 城山昇            | （不明）     | 三家本泰美 |
| 87  | 6月8日         | 173  | わたしの梅さん                       | 川石光            | （不明）     | 三家本泰美 |
| 87  | 6月8日         | 174  | さよなら三角またきて四角             | 井上知士          | （不明）     | 棚橋一徳   |
| 88  | 6月15日        | 175  | お天気ガエルピョン吉                 | 井上知士          | （不明）     | 三家本泰美 |
| 88  | 6月15日        | 176  | 不良新八                             | 金子裕            | （不明）     | 棚橋一徳   |
| 89  | 6月22日        | 177  | おお、孝行息子                       | 吉田喜昭          | （不明）     | 棚橋一徳   |
| 89  | 6月22日        | 178  | ピョン吉のクラブ活動                 | 金子裕            | （不明）     | 三家本泰美 |
| 90  | 6月29日        | 179  | まぼろしの少女                       | 朝木夢二          | （不明）     | 三家本泰美 |
| 90  | 6月29日        | 180  | ああ学友                             | 井上知士          | （不明）     | 三家本泰美 |
| 91  | 7月6日         | 181  | おしかけた南先生                     | 吉田喜昭          | （不明）     | 棚橋一徳   |
| 91  | 7月6日         | 182  | 冷たい戦争                           | 九十英夫          | （不明）     | 棚橋一徳   |
| 92  | 7月13日        | 183  | 京子ちゃんをとりかえせ!!             | 松元力            | （不明）     | 棚橋一徳   |
| 92  | 7月13日        | 184  | 秘薬ハッスルガエル                   | 松元力            | （不明）     | 三家本泰美 |
| 93  | 7月20日        | 185  | すてきな夏休み                       | 川石光            | （不明）     | 棚橋一徳   |
| 93  | 7月20日        | 186  | 母ちゃんの結婚騒動                   | 馬嶋満            | （不明）     | 三家本泰美 |
| 94  | 7月27日        | 187  | Oh!!ブロラン号ジャック               | 金子裕            | （不明）     | 三家本泰美 |
| 94  | 7月27日        | 188  | 梅さん先生                           | 九十英夫          | （不明）     | 棚橋一徳   |
| 95  | 8月3日         | 189  | 恐怖の宿直                           | 馬嶋満            | （不明）     | 三家本泰美 |
| 95  | 8月3日         | 190  | 梅さんクビになる                     | 城山昇            | （不明）     | 棚橋一徳   |
| 96  | 8月10日        | 191  | しゃっくりデート                     | 金子裕            | （不明）     | 棚橋一徳   |
| 96  | 8月10日        | 192  | たいした犬だぜ!!                     | 井上知士          | （不明）     | 三家本泰美 |
| 97  | 8月17日        | 193  | ゴーゴービヤガーデン                 | 松元力            | （不明）     | 三家本泰美 |
| 97  | 8月17日        | 194  | 消えたピョン吉                       | 城山昇            | （不明）     | 棚橋一徳   |
| 98  | 8月24日        | 195  | 幽霊アパート                         | 吉田喜昭          | （不明）     | 三家本泰美 |
| 98  | 8月24日        | 196  | つりのエサはピョン吉                 | 川石光            | （不明）     | 棚橋一徳   |
| 99  | 8月31日        | 197  | びっくり!!コン虫採集                 | 馬嶋満            | （不明）     | 三家本泰美 |
| 99  | 8月31日        | 198  | 五郎とモグラ!!代理戦争               | 井上知士          | （不明）     | 三家本泰美 |
| 100 | 9月7日         | 199  | 恋と祭りとピョン吉（前編）           | 金子裕            | （不明）     | 三家本泰美 |
| 100 | 9月7日         | 200  | 恋と祭りとピョン吉（後編）           | 金子裕            | （不明）     | 棚橋一徳   |
| 101 | 9月14日        | 201  | ひろしの秘密兵器                     | 星山博之          | （不明）     | 棚橋一徳   |
| 101 | 9月14日        | 202  | エネルギーガエルピョン吉             | 九十英夫          | （不明）     | 棚橋一徳   |
| 102 | 9月21日        | 203  | PTA会長はだれだ!?                    | 吉田喜昭          | （不明）     | 三家本泰美 |
| 102 | 9月21日        | 204  | なぐられ屋はつらい                   | 山崎忠昭          | （不明）     | 棚橋一徳   |
| 103 | 9月28日        | 205  | 青空を気球にのって                   | 井上知士          | （不明）     | 棚橋一徳   |
| 103 | 9月28日        | 206  | 爆笑チャリティ演芸会                 | 金子裕            | （不明）     | 三家本泰美 |

#### 放送局
- 朝日放送（制作局）：土曜 19:00 - 19:30
- 北海道放送：土曜 19:00 - 19:30[67][注 45]
- 青森テレビ：月曜 18:00 - 18:30[68] → 火曜 18:00 - 18:30[69][注 46]
- 岩手放送：土曜 19:00 - 19:30[70][注 47]
- 東北放送：土曜 19:00 - 19:30[70][注 48]
- 秋田放送：水曜 18:00 - 18:30 [71]
- 山形放送：水曜 16:30 - 17:00 [72]
- 福島テレビ：土曜 17:00 - 17:30（1973年1月13日 - 1973年3月31日） → 金曜 16:30 - 17:00（1973年4月6日 - 1974年3月29日）[73]
- 東京放送：土曜 19:00 - 19:30[注 49]
- 新潟放送：土曜 19:00 - 19:30[74]
- 富山テレビ：土曜 18:00 - 18:30 [75]
- 北陸放送：土曜 19:00 - 19:30[74]
- 福井放送：日曜 9:00 - 9:30[76]
- テレビ山梨：土曜 19:00 - 19:30
- 信越放送：土曜 19:00 - 19:30
- 静岡放送：土曜 19:00 - 19:30
- 中部日本放送：土曜 19:00 - 19:30[77][注 50]
- 山陰放送：土曜 19:00 - 19:30
- 山陽放送[注 51]：土曜19:00-19:30
- 中国放送[注 52]：土曜 19:00 - 19:30
- 山口放送（ネットチェンジ後に再放送扱いで放送）[注 53]
- 南海放送：火曜 18:00 - 18:30[78][注 54]
- テレビ高知：火曜19:30-20:00[79]
- RKB毎日放送[注 55]：土曜 19:00 - 19:30
- 長崎放送：土曜 19:00 - 19:30
- 熊本放送：土曜 19:00 - 19:30
- 大分放送：土曜 19:00 - 19:30
- 宮崎放送：土曜 19:00 - 19:30
- 南日本放送：土曜 19:00 - 19:30
- 琉球放送：土曜 19:00 - 19:30

#### 再放送
- 1975年3月31日に制作局の朝日放送がNET系列（現:テレビ朝日系列）にネットチェンジしたため、以降の再放送はNET系列のある地域ではその局に移して行われた例もある。
- 関東地区では朝日放送・TBS・NET（テレビ朝日）の権利が失効した後に日本テレビで再放送が行われた。再放送の際は制作クレジット部を、ひろしとピョン吉の止め絵をバックに「制作 東京ムービー」とクレジットされた画像に差し替えた。
- 日本各地で繰り返された再放送が本作品の人気を高め、後述のリメイク作品が作られるきっかけとなった。
- 2014年にはデジタルリマスター版がアニマックスで放送。初期バージョンでは制作クレジットの「東京ムービー」の部分が「トムス・エンタテインメント（2段表記）」に差し替えられた[注 56]。2015年にはサンテレビでも放送[注 57]。
- 2015年7月10日（7月9日深夜）では、日本テレビの深夜番宣番組『日テレプッシュ』（0:59 - 1:29）で、後述のドラマ版の宣伝のほか、本作品第1回のリマスター版が放送された。番組では画面両脇にサイドパネルを添え、制作クレジットは『製作・著作 トムス・エンタテインメント、アニメーション制作 東京ムービー』に差し替えられた。
- 2016年7月5日からは月曜 - 金曜の8:00よりテレビ大阪の「朝のこども劇場」内で放送された。15分枠のため、エンディングではひろしとピョン吉の止め絵をバックに「制作 朝日放送、東京ムービー（トムス・エンタテインメント）」の部分が主要キャストと主題歌のデータに差し替えられ、左下には「おわり」が付け加えられている。

#### ネット配信
- 集英社がYouTubeに開設した「週刊少年ジャンプ創刊50周年公式チャンネル」に、2018年9月17日から2019年3月まで本作が配信された。その後2019年7月17日よりトムス・エンタテインメントがYouTubeに開設した「TMSアニメ55周年公式チャンネル」（→TMSアニメ公式チャンネル）より、第1 - 3回とOP・ED（全3種）[注 58]が配信されている。2020年から「TMS」版の配信は第1回とOP・EDのみに変更されたが、2021年12月22日から第1 - 4回がまとめて配信されている。
- なおOP・EDの制作クレジットは、「週刊少年ジャンプ」版は初回放送と同じ「制作 朝日放送 東京ムービー」だが、「TMS」版は双方とも「制作 朝日放送[注 59][注 60] トムス・エンタテインメント」に差し替えている。

### 1981年版
- 題名：『新・ど根性ガエル』
- 1981年9月7日 - 1982年3月29日に日本テレビ系列で毎週月曜日19時から30分放送された。全30回（全60話）。
- 制作：東京ムービー新社
- 当時の日本テレビ系列は『鉄腕アトム（第2作）』・『鉄人28号』・『あしたのジョー2』（前者のアニメ第1作はすべてフジテレビ制作）などのリメイク作品が放送された。また、放送された月曜19時枠は、『元祖天才バカボン』 → 『ルパン三世（第2作）』（以上2作品の第1作はいずれも読売テレビ制作） → 『あしたのジョー2』と、リメイク版アニメが続いていた。
- 『新』がスタートする直前の1981年7月時点では月曜～木曜18:00枠で第1作が再放送中（3度目）で、当時そこでも依然視聴率が平均18％（関東地方・ビデオリサーチ調べ）の高い人気を博しており、その流れで本作においても新作の制作が決定した[80]。
- 1993年 - 1994年にかけて、日本テレビで夕方に再放送された。また、2007年 - 2008年にかけてTOKYO MXでも放送された。
- 毎回前半の冒頭部と後半の末端では同じシーンが用いられ、冒頭ではラジオ体操の曲が、末端では『11PM』のテーマ曲が流れていた（一部の回ではあるが）。
  - 冒頭ではひろしが母ちゃんに叩き起こされ、末端ではひろしがテレビを見て居眠りしているところを母ちゃんが叱責していた。
  - また末端では、町田先生がひろしの自宅の前をジョギングして話にまつわる教訓などを述べて話を締めくくった。
- エンディング曲は1番と2番の歌詞を毎回交互に流していた。
- 近年の再放送では、トムスのクレジットを挿入するため、オープニング・エンディングの画面の末端部が端折られている。
- ステレオ放送だった『あしたのジョー2』の後番組でもありステレオ放送でスタートしたが、4話からモノラルに変更された。
- 吉川斌プロデューサーは本作の開始にあたり「登場キャラクターはそのままですが、風俗などは（前作の終了から）7年も経っているので、変えていく」とコメントしている[80]。

#### スタッフ（1981年版）
- 原作 - 吉沢やすみ
- 企画 - 吉川斌（日本テレビ）
- 音楽 - 小六禮次郎
- 作画監督 - 小林おさむ
- 美術監督 - 水谷利春
- 撮影監督 - 高橋宏固
- 録音監督 - 加藤敏
- 選曲 - 鈴木清司
- 文芸担当 - 飯岡順一
- 制作担当 - 青野史郎
- チーフディレクター - 芝山努
- プロデューサー - 高橋靖二（日本テレビ）、加藤俊三（東京ムービー新社）
- 音響効果 - 糸川幸良（宮田音響）
- 現像 - 東京現像所
- 制作協力 - 亜細亜堂
- 製作 - 東京ムービー新社

#### 主題歌（1981年版）
オープニングテーマ - 「ピョン吉・ロックンロール」
作詞・作曲 - 横浜銀蝿 / 編曲 - 小六禮次郎 / 歌 - とんねるず
エンディングテーマ - 「夢行きチケット」
作詞 - 大津あきら / 作曲 - 加瀬邦彦 / 編曲 - 小六禮次郎 / 歌 - とんねるず

#### 各話リスト（1981年版）
| 回 | 話数 | サブタイトル                     | 脚本       | コンテ・演出 |            |
| -- | ---- | -------------------------------- | ---------- | ------------ | ---------- |
| 1  | 1    | 名コンビひろしピョン吉の巻       | 高屋敷英夫 | F.H.キノミヤ |            |
| 1  | 2    | ひろしの兄弟1ダースの巻          | 高屋敷英夫 | 伊吹はじめ   |            |
| 2  | 3    | ピョン吉ガマの油の巻             | 高屋敷英夫 | 小泉謙三     |            |
| 2  | 4    | メチャメチャ避難訓練の巻         | 高屋敷英夫 | 清水玲子     |            |
| 3  | 5    | 恐怖のおできの巻                 | 高屋敷英夫 | 伊吹はじめ   |            |
| 3  | 6    | ぼくたち結婚しますの巻           | 高屋敷英夫 | F.H.キノミヤ |            |
| 4  | 7    | 恐怖のピョン吉シャツの巻         | 高屋敷英夫 | 河内日出夫   |            |
| 4  | 8    | 父兄参観日の巻                   | 高屋敷英夫 | 石倉八木     |            |
| 5  | 9    | ジャンボスッシーの巻             | 金子裕     | 伊吹はじめ   |            |
| 5  | 10   | マラソン大きらいの巻             | 金春智子   | 小泉謙三     |            |
| 6  | 11   | ゴリライモはねらっていたの巻     | 高屋敷英夫 | 亀井典       |            |
| 6  | 12   | やめないで町田先生の巻           | 金子裕     | 川島あきら   |            |
| 7  | 13   | 遊園地脱出の巻                   | 桜井正明   | 沼尻東       |            |
| 7  | 14   | 焼肉ジャージャーの巻             | 金春智子   | 石倉八木     |            |
| 8  | 15   | さらばヨシコ先生の巻             | 浦沢義雄   | 山田みちしろ |            |
| 8  | 16   | 根性あるクシャミの巻             | 浦沢義雄   | 川島あきら   |            |
| 9  | 17   | おでん文化祭の巻                 | 高屋敷英夫 | 清水玲子     |            |
| 9  | 18   | とうちゃんなんていらないの巻     | 桜井正明   | F.H.キノミヤ |            |
| 10 | 19   | スネーク団大逆襲の巻             | 高屋敷英夫 | 伊藤幸松     |            |
| 10 | 20   | 梅三郎の家庭教師の巻             | 浦沢義雄   | 小泉謙三     |            |
| 11 | 21   | 恐怖のマジックショーの巻         | 金春智子   | 川島あきら   |            |
| 11 | 22   | ぶってもいいわの巻               | 金春智子   | 須田裕美子   |            |
| 12 | 23   | 出世梅三郎の巻                   | 桜井正明   | 伊藤幸松     |            |
| 12 | 24   | 高い高いイヤー! の巻             | 金子裕     | 伊吹はじめ   |            |
| 13 | 25   | 愛の逃避行の巻                   | 浦沢義雄   | 亀井典       |            |
| 13 | 26   | かあちゃんハートで勝負の巻       | 桜井正明   | 石倉八木     |            |
| 14 | 27   | かあちゃん女らしくの巻           | 金春智子   | 須田裕美子   |            |
| 14 | 28   | スポンサーは宝寿司の巻           | 金子裕     | 小泉謙三     |            |
| 15 | 29   | 恐怖の夜まわりの巻               | 金春智子   | 川島あきら   | 川島あきら |
| 15 | 30   | カゼに御用心の巻                 | 金子裕     | 山田みちしろ |            |
| 16 | 31   | メロンが来るぞの巻               | 金春智子   | 川島あきら   |            |
| 16 | 32   | 梅さんのクリスマスプレゼントの巻 | 浦沢義雄   | 亀井典       |            |
| 17 | 33   | 大そうじはしたけれどの巻         | 高屋敷英夫 | 山田みちしろ |            |
| 17 | 34   | 除夜の鐘は大騒動の巻             | 桜井正明   | 沼尻東       |            |
| 18 | 35   | ひろどんと京子ひめの巻           | 川島あきら | F.H.キノミヤ |            |
| 18 | 36   | 2001年夢中の旅の巻               | 川島あきら | 伊吹はじめ   |            |
| 19 | 37   | ホッカホカラグビーの巻           | 浦沢義雄   | 清水玲子     |            |
| 19 | 38   | 成人の日の作文の巻               | 桜井正明   | 伊藤幸松     |            |
| 20 | 39   | ゴミは俺のものの巻               | 桜井正明   | 亀井典       |            |
| 20 | 40   | こわい手紙の巻                   | 金春智子   | 小泉謙三     |            |
| 21 | 41   | 雪が降って…そしての巻            | 金春智子   | 川島あきら   |            |
| 21 | 42   | 京子ちゃんの理想の男性はの巻     | 浦沢義雄   | 石倉八木     |            |
| 22 | 43   | この道ひと筋25年の巻             | 桜井正明   | 角谷哲生     |            |
| 22 | 44   | 出前もち見習い中の巻             | 浦沢義雄   | 山田みちしろ |            |
| 23 | 45   | 愛と希望のマフラーの巻           | 桜井正明   | 亀井典       |            |
| 23 | 46   | バレンタインデーはきらいの巻     | 金春智子   | 伊藤幸松     |            |
| 24 | 47   | どれいピョン吉の巻               | 浦沢義雄   | 川島あきら   |            |
| 24 | 48   | くたばれ寒中水泳の巻             | 久利一     | 河内日出夫   |            |
| 25 | 49   | 梅ヨシコ先生の巻                 | 金春智子   | 北原健雄     |            |
| 25 | 50   | 日本一のヘアデザイナーの巻       | 金子裕     | F.H.キノミヤ |            |
| 26 | 51   | ミス桃の節句は誰だの巻           | 浦沢義雄   | 児玉兼嗣     |            |
| 26 | 52   | 町田先生の自転車を探せの巻       | 松下幹夫   | 石倉八木     |            |
| 27 | 53   | くに子ちゃんは大スターの巻       | 浦沢義雄   | 川島あきら   |            |
| 27 | 54   | 母ちゃんの家出の巻               | 久利一     | 亀井典       |            |
| 28 | 55   | ヨシコ先生愛のゆくえの巻         | 桜井正明   | F.H.キノミヤ |            |
| 28 | 56   | シャツ20枚大当たりの巻           | 杉和幸     | 児玉兼嗣     |            |
| 29 | 57   | ビックリ爆弾大騒ぎの巻           | 松下幹夫   | 小泉謙三     |            |
| 29 | 58   | 京子ちゃんの晴れ姿の巻           | 浦沢義雄   | 河内日出夫   |            |
| 30 | 59   | 出張花見ずしの巻                 | 神崎貢     | 伊吹はじめ   |            |
| 30 | 60   | タバコ地獄の巻                   | 神崎貢     | 須田裕美子   |            |

#### 放送局（1981年版）
※放送日時は個別に出典が提示されているものを除き1982年3月終了時点、放送系列は放送当時のもの、◎印は1972年版のアニメも放送していた局とする。北陸放送・テレビ長崎・南日本放送以外は、2015年の実写版ドラマも放送。
| 放送地域   | 放送局         | 放送日時           | 放送系列                      | 備考                                                               |
| ---------- | -------------- | ------------------ | ----------------------------- | ------------------------------------------------------------------ |
| 関東広域圏 | 日本テレビ     | 月曜 19:00 - 19:30 | 日本テレビ系列                | 制作局                                                             |
| 北海道     | 札幌テレビ     | 月曜 19:00 - 19:30 | 日本テレビ系列                |                                                                    |
| 岩手県     | テレビ岩手     | 月曜 19:00 - 19:30 | 日本テレビ系列                |                                                                    |
| 宮城県     | ミヤギテレビ   | 月曜 19:00 - 19:30 | 日本テレビ系列                |                                                                    |
| 福島県     | 福島中央テレビ | 月曜 19:00 - 19:30 | 日本テレビ系列                | 第5話より放送。                                                    |
| 新潟県     | テレビ新潟     | 月曜 19:00 - 19:30 | 日本テレビ系列                |                                                                    |
| 長野県     | テレビ信州     | 月曜 19:00 - 19:30 | 日本テレビ系列 テレビ朝日系列 |                                                                    |
| 静岡県     | 静岡第一テレビ | 月曜 19:00 - 19:30 | 日本テレビ系列                |                                                                    |
| 中京広域圏 | 中京テレビ     | 月曜 19:00 - 19:30 | 日本テレビ系列                |                                                                    |
| 近畿広域圏 | 読売テレビ     | 月曜 19:00 - 19:30 | 日本テレビ系列                |                                                                    |
| 広島県     | 広島テレビ     | 月曜 19:00 - 19:30 | 日本テレビ系列                |                                                                    |
| 香川県     | 西日本放送     | 月曜 19:00 - 19:30 | 日本テレビ系列                | 当時の放送エリアは香川県のみ。                                     |
| 福岡県     | 福岡放送       | 月曜 19:00 - 19:30 | 日本テレビ系列                |                                                                    |
| 長崎県     | テレビ長崎     | 月曜 19:00 - 19:30 | フジテレビ系列 日本テレビ系列 |                                                                    |
| 青森県     | 青森放送       | 土曜 6:00 - 6:30   | 日本テレビ系列 テレビ朝日系列 | 本来の時間帯はテレビ朝日系列月曜19時台前半枠のアニメを同時ネット。 |
| 山形県     | 山形放送       | 木曜 17:00 - 17:30 | 日本テレビ系列 テレビ朝日系列 | 本来の時間帯は『ぴったし カン・カン』（TBS系列）を遅れネット。     |
| 山梨県     | 山梨放送       | 木曜 17:00 - 17:30 | 日本テレビ系列                | 本来の時間帯はフジテレビ系列日曜18時台前半枠を遅れネット。         |
| 石川県     | 北陸放送       | 木曜 17:30 - 18:00 | TBS系列                       | ◎                                                                  |
| 福井県     | 福井放送       | 火曜 17:20 - 17:50 | 日本テレビ系列                |                                                                    |
| 山口県     | 山口放送       | 金曜 17:15 - 17:45 | 日本テレビ系列                | ◎1983年に放送。                                                    |
| 高知県     | 高知放送       | 日曜 16:40 - 17:10 | 日本テレビ系列                | 本来の時間帯は『サザエさん』（フジテレビ系列）を遅れネット。       |
| 宮崎県     | 宮崎放送       | 月曜 17:25 - 17:55 | TBS系列                       | ◎                                                                  |
| 鹿児島県   | 南日本放送     | 木曜 17:25 - 17:55 | TBS系列                       | ◎                                                                  |

#### ネット配信（1981年版）
- 2018年9月23日から2019年3月まで「週刊少年ジャンプ創刊50周年公式チャンネル」より配信、2019年7月17日から「TMSアニメ55周年公式チャンネル」（→TMSアニメ公式チャンネル）より配信されている（2020年からは前作同様第1回のみ、2021年12月22日から第1 - 5回をまとめ配信）。なおこちらの制作クレジットは双方とも「製作・著作 トムス・エンタテインメント」に差し替えられている。

### 劇場アニメ
- 題名：『新・ど根性ガエル ど根性夢枕』
- 『新・ど根性ガエル』の劇場版として、1982年3月20日に公開された。

#### スタッフ
- 製作 - 藤岡豊
- 原作 - 吉沢やすみ
- 脚本 - 川島あきら
- 脚本協力 - 高屋敷英夫、桜井正明、金春智子
- 音楽 - 小六禮次郎
- プロデューサー - 高橋靖二（日本テレビ）、加藤俊三（東京ムービー新社）
- 作画監督 - 小林治
- 監督 - 芝山努
- 美術監督 - 水谷利春
- 撮影監督 - 高橋宏固
- 録音監督 - 加藤敏
- 選曲 - 鈴木清司
- 作画 - 後藤真砂子、石井文子、若山佳治、加藤鏡子、若山佳幸
- 仕上 - グループジョイ
- 背景 - 小林プロダクション
- 撮影 - 高橋プロダクション
- 録音技術 - 飯塚秀保
- 音響効果 - 糸川幸良（宮田音響）
- 編集 - 鶴渕允寿、高橋和子
- タイトル - 高具秀雄
- 色指定 - 伊藤純子
- 制作進行 - 柳内一彦、横溝隆久、野崎公明、大津謙
- 文芸担当 - 飯岡順一
- 制作担当 - 青野史郎
- 録音 - 東北新社
- 現像 - 東京現像所
- 制作協力 - 亜細亜堂
- 製作 - 東京ムービー新社
- 配給 - 東宝東和

## CM
- 2000年から2008年まで、テレビアニメ版をもとに大鵬薬品工業の胃腸薬「ソルマックシリーズ」のテレビCMに起用された。ひろしは京子と結婚して30歳になり、ピョン吉が張り付いたシャツを着てサラリーマンとして働いている。五郎は郵便配達員、ゴリライモは魚屋を引き継ぎ、町田先生は校長に昇格している。また、声優の諸事情でひろし、ピョン吉、京子、五郎、町田先生、梅さんにしかセリフがない。多少の内容の変化はあるものの10年近く放送が続く長期シリーズである。2013年に再登場し、当時CM主演だった歌舞伎俳優の4代目市川猿之助と共演した。
- 本放送当時、シルバーオックスのピョン吉TシャツのCMがあった。
- 2015年、首都圏8つの水道事業体（東京都水道局、茨城県企業局、埼玉県企業局、千葉県水道局、神奈川県企業庁、横浜市水道局、川崎市上下水道局、さいたま市水道局）が連携して、都県域を越えた広報キャンペーンを展開し、2015年度のイメージキャラクターに起用された[84]。
- 2024年放送のP&Gの洗剤「アリエールMiRAi」のCMでピョン吉が登場。ピョン吉の声は寺本莉緒が演じている[85]。

## ゲーム
SIMPLEキャラクター2000シリーズVol.06ど根性ガエルTHE麻雀
プレイステーション用麻雀ソフト。2002年1月24日にディースリー・パブリッシャーより発売。バンダイとの共同開発。

## パチンコ・パチスロ
- パチスロ：ど根性ガエル（2006年、ロデオ）[86]
- パチンコ：CR押忍!ど根性ガエル（2015年、大都技研） - 大都技研のパチスロ「押忍!番長」とのコラボレーション[87]。

## グッズ
1993年にフジテレビ系で放送されたドラマ『ひとつ屋根の下』の主人公・柏木達也（あんちゃん）が、ピョン吉シャツを模した「ピョン吉Tシャツ」を頻繁に着用していた。同様のプリントが施された商品が販売され、ドラマの話題性も相まって一般でも人気商品になる。また2010年にはユニクロの「ジャパンマンガ・アニメ」のコラボ企画にも参加し、オンライン予約を開始すると同時に売り切れてしまう人気商品であった。

## ノベライズ
ど根性ガエル ピョン吉物語
著者：藤咲あゆな、絵：栗原一実
岩崎書店より2018年1月18日に発売された。キャラクターデザインがポップな感じに仕上がっており、ひろしたちの頭身も少し高くなっている。

## テレビドラマ
2015年7月11日から9月19日まで毎週土曜21:00 - 21:54に日本テレビ系列「土曜ドラマ」で松山ケンイチの主演で実写テレビドラマ化され放送された。原作から16年後の後日談という設定のオリジナルストーリーで、「生きることの楽しさ」をテーマの一つとし、30歳になった「ひろし」と「ピョン吉」の姿を中心に描いている。
Tシャツのピョン吉はVFX（特殊視覚効果）を駆使した形で登場し、満島ひかりがピョン吉の声を担当した。
オープニング曲は、1972年版アニメの主題歌「ど根性ガエル」を松山をはじめレギュラー10名が歌唱し、エンディング曲は、ザ・クロマニヨンズが担当した。オープニング映像には1972年版のアニメとほぼ同じ、丸ゴシック体の歌詞テロップが挿入されている。
ロケーションは東京都葛飾区（京成立石駅付近）と墨田区（曳舟駅付近）、東京都台東区（鳥越おかず横丁・佐竹商店街付近）などで行われた。

### あらすじ（テレビドラマ）
主人公の中学生・ひろしは、ガキ大将・ゴリライモとの取っ組み合いのケンカの最中に投げ飛ばされ、偶然その場に居合わせていた黄色いアマガエルを潰す。そのアマガエルはひろしの着ていたシャツに張り付き、平面ガエルの「ピョン吉」として生まれ変わり、ひろしと共に助け合いながら「ど根性」で数々の困難を乗り越えていった。
月日は流れ16年後。30歳になったひろしは、警察官となった後輩の五郎や家業のパン工場を引き継いだゴリライモとは対照的に定職に就かず、自堕落な日々を過ごしていた。そんなある日、かつての学園マドンナでガールフレンドの京子が帰郷して来る。ひろしは彼女と結婚したいために一念発起をし、次第に生活も変化していく。一方、ピョン吉の身体は、知らず識らずのうちにシャツから剥がれつつあった。

### キャスト
ひろし〈30〉
演 - 松山ケンイチ（少年期：高澤父母道、幼年期：五十嵐陽向）
少年時代よりトレードマークのサングラスを頭に乗せている。結婚歴なし。
16年前、池のほとりにある橋の上でのゴリライモとのケンカで投げ飛ばされ、偶然にもその先にいた（アマガエルだった時の）ピョン吉に覆いかぶさる形でぶつかり、それ以来「平面ガエル」となったピョン吉との共同生活が始まった。
一度は有能な営業マンとして働いたものの、不出来な同期が自分と比べられた末に傷つき退職した事件を機に働く気力を失い、以来ニートとなって毎日を送る。退職後はピョン吉や母の忠告にも耳を貸さず、自堕落さを周囲のせいにして無気力な毎日を過ごしていたが、地元に戻ってきた京子と再会する。一念発起して彼女にプロポーズするも玉砕するがこれを機に少年時代の熱い「ど根性」を思い出す。ある騒動をきっかけに、ゴリライモが社長を務めるパン工場「ゴリラパン」で働くこととなる。
ゴリライモから頼まれた応援演説の場でピョン吉の異変を知るが、それでも長く生き続けて欲しいと励まし奔走する。福男となった際にピョン吉と離別することとなり一時は受け入れるも、ピョン吉のいない日々に耐えられず彼を捜索。最終的に再会を果たし、再び後悔しない人生を歩むべく共に生きることとなった。
ピョン吉
声 - 満島ひかり
相変わらず威勢がよく「ど根性」がモットー。張り付いているシャツは経年により数か所に継ぎが当たっている。
かつては黄色のアマガエルであり、少年時代のひろしからピョン子（声 - 木村真那月）を庇って自らシャツに飛び込み平面ガエルとなる。その後新聞やテレビ番組などに取り上げられ、全国的な知名度を得る。またカエルの世界でも「勇者」として尊敬されている。
平面ガエルとして16年生き続けているが、体がシャツから剥がれたり、高熱に浮かされたりするなどの異変が起き始め、自身の寿命を心配する。
ひろしが「福男」、ひろしの母が「福女」に選ばれた日の夜、ひろしが寝ている間に体がシャツから完全に剥がれ落ち、消息を絶つ。しかしひろしとの思い出を忘れられず彷徨っていたところをひろしに発見され復活し、平面ガエルとして彼と共に歩むことを受け入れる。蛇が大の苦手である。
なお多くの場合、ドラマ・映画のアニメパートはスタジオでの別収録で声を当てるが、本作品では満島自身も撮影現場に赴き、演者たちの演技と同時にリアルタイムで声を当てている。
京子ちゃん〈29〉
演 - 前田敦子（少女期：松本来夢）
結婚して嫁いだもののバツイチとなり、地元に戻り祖母と暮らしている。ゴリライモの薦めで彼の営むパン工場で働く。両親は既に他界している。
かつての天真爛漫な明るい笑顔は薄れ、素っ気なくつれない態度をとる。気の強さは健在で、唐突なプロポーズをするひろしに辛辣な言葉をぶつけるなど、進歩のないひろしに呆れながらも時折心配したり、ひろしの母と共に行動を見守っている。
ひろしとゴリライモからのプロポーズを断ったのは、「『女性』としてではなく、『仲間』として接して欲しい」という想いによるものだった。このことに気付いたひろしとピョン吉からは他愛のない漫才の中でそれを快諾する旨の言葉をかけられ涙を流した。
五郎〈29〉
演 - 勝地涼（少年期：山﨑光）
警察官（巡査）となり、本作品の舞台である地元の町の『立石中央交番』に勤務しており、未だにひろしを「先輩」と呼び、慕っている。ひろしのために一肌脱ぐことも多いが、彼のためを思って自力で解決するための助言を与えるに留める場合もあるなどしっかりとした大人に成長している。警察官としては非常に頼りない面があり、最終話では刃物を向ける偽ひろしに怯えまくり、署への連絡を忘れてうろたえていた。相変わらず一人称が「あっし」、語尾に「ヤンス」が口癖。既に母親を亡くしている。ピョン吉の異変に気づき、ピョン吉が死んでしまうのではないかと心配している。
五利良 イモ太郎（ゴリライモ）〈31〉
演 - 新井浩文（少年期：菊池宇晃）
パン工場『ゴリラパン』の若社長。少年時代は家業のパン屋を嫌っていたものの、父が倒れ、店を切り盛りする母を手伝ううちに考えが変わり、家業を受け継いだ。かつての仲間達を積極的に雇用するなど大らかで冷静な性格に成長したものの、喧嘩の強さは健在であり、十年ほど前からジムで鍛えてシェイプし、身体能力はひろしより高くなっている。最終話では偽ひろしを軽々と投げ飛ばしており、これによって町の連続盗難事件の解決と、ピョン吉との再会をもたらす結果となった。
自らハンドルを握り、移動販売車を繰り出して公園やイベント会場に設営・販売も行い（その際に社歌「ゴリラパンのうた」を流している）、朝礼では必ず自ら陣頭に立って指揮を取るという行動派で、従業員たちからの信頼も厚い。区議会議員選挙にも出馬し、自分の名を冠した町名変更をもくろむ。その一方、ガキ大将らしい面倒見の良い一面も持ち合わせ、選挙出馬の理由として地道に働く人々が豊かな暮らしが出来る町にしたいと考えている。
選挙運動では移動販売車を選挙カー代わりに「ゴリライモ選挙のうた」を流す。またピョン吉を応援キャラクターとし、ひろしに応援演説を依頼する。これまでの必死の努力が実を結び、僅差とはいえ見事に当選を勝ち取る。その後に京子にプロポーズするも、ひろし同様にフラれてしまったが、京子の本音を知り反省した。
ひろしの母〈50〉
演 - 薬師丸ひろ子
ゴリライモのパン工場で働いている。口先ばかりで行動の伴わないひろしを叱咤する肝っ玉母さんぶりは健在。ひろしが立ち直って行くことを喜びつつも、ピョン吉の異変に気付き心配する。
営業マンだった頃のひろしからプレゼントされた、カエル柄の財布を大事に使っていた。
梅さん〈52〉
演 - 光石研
宝寿司の親方（店主）になる。16年変わらずよし子先生一筋だが、いまだにプロポーズ出来ずにいる。相変わらず暇を見つけては中学校の校舎に梯子をかけて、授業をしているよし子先生の姿を眺めるのが楽しみ。
よし子先生〈40〉
演 - 白羽ゆり
今も美貌のマドンナ先生。年齢を感じさせないスタイルでボディコンシャスなワンピースを着こなす。いまだにプロポーズの言葉をはっきりとしてくれない梅さんをもどかしく思うものの、実はそのやり取りを楽しんでいる部分もある。
京子のおばあちゃん〈72〉
演 - 白石加代子
ドラマ版オリジナルキャラクター。離婚して出戻ってきた京子と暮らしている。お嬢様育ちで気が若く、京子に猪突猛進なプロポーズをしたひろしを気に入り、意気投合する。
ゴリライモの選挙運動の際にはウグイス嬢を務める。
町田校長〈64〉
演 - でんでん
校長に昇格し「教師生活41年」となるが、来年定年を迎える。今も中学校に出入りするひろしの相談相手になっているだけでなく、ゴリライモの選挙活動に「教え子が頑張っている」と、とても喜んでいる。

#### ゲスト
第4話
モグラ
演 - 柄本時生（少年期：黒田博之）
ゴリライモのかつての子分。中学3年の時に新潟に転校し、その後花火職人となる。花火大会の準備に取り掛かっていた際にひろしと再会。ゴリライモの陰に隠れていたころの自分から生まれ変わるため、自らを「トンビ」と名乗っている。現在は結婚して3人の子持ち。酒席での町田校長への気配りやイベント中止で落ち込む仲間たちへの同情など、登場人物の中では年相応の常識人である。

第5話
浅草ぽんぽこ企画社長
演 - 手塚とおる
イベント会社の社長。ひろしがゴリラパンの一日社長になった際に、5000個のパンを卸値一個60円で発注する。しかしひろしが一日社長と知るや「卸値は40円だった！」と言い張るが、ゴリライモにこの会社もまたお得意先との取引が行き詰まっていたことを看破され、彼の折衝で取り引きの継続を了承する。

第10話
偽ひろし
演 - 松山ケンイチ
背面にヘビの絵があしらわれたシャツを着て、ひろしと同じ青いズボンを履いている、背恰好も顔もひろしと瓜二つの男性。名前も同じ『ひろし』である。走り方はかなりぎこちなく、いわゆる「オカマ走り」が特徴。幼いころ父親と死に別れ、母子家庭で育った。ひろしたちの住む町の至るところにある食べ物をこっそり盗み食いしていた。
営業マンとして働いていたが、不景気によって会社の業績は悪化し、自分の成績も落ち込んだことにより気力を失い、家出する（退職したのかは不明）。あてもなくさ迷っていたところ、自分が生まれ育った町とよく似たひろしたちの町を見つけて留まり、空腹から食べ物を少しずつ盗んでいた。仕事先で偶然再会した幼馴染の女性と恋仲になるも、自分に自信がなく、なかなかプロポーズ出来ずにいたことを明かす。
ゴリライモに投げ飛ばされたことで、ピョン吉は再び平面ガエルとして復活する。
ひろしの母に諭され、ひろしと京子、ピョン吉に励まされたことで再び前を向いて生きていこうと決意し、最終話の終盤で自分の町に帰っていった。

### スタッフ（テレビドラマ）
- 原作 - 吉沢やすみ
- 脚本 - 岡田惠和
- 音楽 - サキタハヂメ
- オープニングテーマ - 「ど根性ガエル」（編曲：サキタハヂメ / 唄：ひろし、ピョン吉、京子ちゃん、五郎、梅さん、町田校長、よし子先生、ゴリライモ、京子ちゃんのばあちゃん、ひろしの母ちゃん）
- 主題歌 - ザ・クロマニヨンズ「エルビス(仮)」
- 劇中歌 - 「ゴリラパンのうた」「ゴリライモ選挙のうた」（唄：ゴリライモ）
- サウンドデザイン - 石井和之
- 演出補 - 丸谷俊平、鈴木勇馬
- 美術プロデュース -高野雅裕
- 美術デザイン -渡辺俊太
- タイトルバック - 熊本直樹、小野英里子、石向洋祐、井上悟
- VFXスーパーバイザー - 木村康次郎
- VFXプロデューサー - 大角哲也
- アクションコーディネーター - 諸鍛冶裕太
- アクション補 - おぐらとしひろ
- 脚本スタッフ - 中村千明
- ロケ協力 - 葛飾フィルムコミッション
- 「ゴリラパン」製造 - 小菅製パン
- チーフプロデューサー - 伊藤響
- プロデューサー - 河野英裕、大倉寛子
- 演出 - 菅原伸太郎、狩山俊輔、丸谷俊平、鈴木勇馬
- 協力 - オフィス安井（安井英彦）
- 制作協力 - AXON
- 製作著作 - 日本テレビ

### 放送日程
| 各話                                                           | 放送日  | サブタイトル                                     | 演出       | 視聴率 |
| -------------------------------------------------------------- | ------- | ------------------------------------------------ | ---------- | ------ |
| 第1話                                                          | 7月11日 | 伝説マンガが実写化！ダメ男と平面ガエルが大暴れ！ | 菅原伸太郎 | 13.1%  |
| 第2話                                                          | 7月18日 | ひろしが泥棒!?ピョン吉大追跡！                   | 菅原伸太郎 | 08.5%  |
| 第3話                                                          | 7月25日 | 決死のパン作り！初月給で親孝行                   | 狩山俊輔   | 06.4%  |
| 第4話                                                          | 8月01日 | 雷雨決行！父に捧げる花火大会!!                   | 狩山俊輔   | 08.7%  |
| 第5話                                                          | 8月08日 | バカ社長VS.悪徳社長！20円の攻防                  | 菅原伸太郎 | 07.0%  |
| 第6話                                                          | 8月15日 | ピョン吉、命の終わり。別れの時                   | 菅原伸太郎 | 07.0%  |
| 第7話                                                          | 8月29日 | ピョン吉別れ旅！カエルに戻る日                   | 丸谷俊平   | 06.3%  |
| 第8話                                                          | 9月05日 | 16年の恋に決着！死ぬなピョン吉                   | 菅原伸太郎 | 06.3%  |
| 第9話                                                          | 9月12日 | ピョン吉最後の日！最後のど根性                   | 鈴木勇馬   | 07.1%  |
| 最終話                                                         | 9月19日 | 消えた!?復活!?ピョン吉の未来                     | 菅原伸太郎 | 08.0%  |
| 平均視聴率 7.98%（視聴率はビデオリサーチ調べ、関東地区・世帯） |         |                                                  |            |        |

※ 8月22日は『24時間テレビ38 愛は地球を救う』を放送のため休止。

### 受賞
- 第1回コンフィデンスアワード・ドラマ賞（2015年）[95]
  - 助演女優賞 - 満島ひかり
- 第86回ザテレビジョンドラマアカデミー賞
  - 助演女優賞 - 満島ひかり[96]
- ギャラクシー賞 - 2015年9月度月間賞[要出典]

| 日本テレビ 土曜ドラマ                     | 日本テレビ 土曜ドラマ                          | 日本テレビ 土曜ドラマ                                  |
| 前番組                                    | 番組名                                         | 次番組                                                 |
| ----------------------------------------- | ---------------------------------------------- | ------------------------------------------------------ |
| ドS刑事 （2015年4月11日 - 2015年6月20日） | ど根性ガエル （2015年7月11日 - 2015年9月19日） | 掟上今日子の備忘録 （2015年10月10日 - 2015年12月12日） |